# Musaranya elefant caragrisa
La musaranya elefant caragrisa (Rhynchocyon udzungwensis) és una espècie de mamífer macroscelideu de la família de les musaranyes elefant (Macroscelididae). És endèmica de les muntanyes Udzungwa (Tanzània). Es tracta de la musaranya elefant més grossa del món, amb un pes d'entre 658 i 750 g. Altres caràcters distintius d'aquest animal són el front i la cara grisos i el pelatge negre de la part inferior del cos i de les cuixes. Se'n conserven cinc espècimens en museus; a més a més, és coneguda a partir de diverses fotografies i altres observacions.

## Etimologia
El nom genèric Rhynchocyon fou encunyat el 1847 pel biòleg alemany Wilhelm Peters. Deriva dels mots grecs ῥύγχος (rinkhos), que vol dir ‘musell’, i κύων (kíon), que vol dir ‘gos’, i en el seu conjunt significa ‘musell de gos’. Per altra banda, el nom específic udzungwensis significa ‘de les Udzungwa’ i es refereix a les muntanyes on viu aquest animal. Tant en català com en anglès, el nom vernacle d'aquest macroscelideu segueix el costum de donar a les espècies del gènere Rhynchocyon un nom que reflecteixi el seu patró de color més característic.

## Descobriment
El 2005, Francesco Rovero, investigador del Museu Tridentí de Ciències Naturals de Trentino (Itàlia), aconseguí les primeres fotografies d'aquest animal. Aquest descobriment fou publicat al Journal of East African Natural History el 2006. Entre el 12 i el 23 de març del 2006 es trobaren cinc exemplars d'aquest nou Rhynchocyon al bosc de Ndundulu, així com un cadàver mig menjat. Aquests exemplars foren incorporats a les col·leccions de diversos museus. Les trampes modernes de les quals disposaven els investigadors, que ja havien estat utilitzades amb èxit amb altres espècies del mateix gènere, es revelaren massa petites per atrapar musaranyes elefant caragrises, de manera que calgué preparar trampes més tradicionals amb cordills de niló. A més d'aquests exemplars dels museus, l'espècie és coneguda a partir de 49 fotografies i unes altres 40 observacions, obtingudes a la primavera del 2006 per un equip encapçalat per Rathbun i Rovero.
En un article del 2007 a la revista Mammalia, l'espècie fou anomenada per primer cop amb el nom de Rhynchocyon udzungwensis, però encara es tractava d'un nomen nudum. El febrer del 2008, l'espècie fou descrita formalment al Journal of Zoology per un equip internacional d'investigadors encapçalat per Rovero i Galen Rathbun de l'Acadèmia de les Ciències de Califòrnia de San Francisco (Estats Units), que la descrigueren com a Rhynchocyon udzungwensis. Els autors descrigueren l'animal, tot comparant-lo amb altres espècies del gènere i explicant-ne l'escassetat de dades sobre el comportament, l'ecologia i la reproducció. També destacaren que el descobriment d'un nou mamífer remarcava la gran importància de les muntanyes Udzungwa per la preservació de la biodiversitat global. El descobriment despertà l'interès de mitjans de comunicació d'arreu del món.
| «                  | És un descobriment molt excitant. És extremament rar trobar noves espècies de mamífers, i especialment de criatures tan antigues. El descobriment destaca la importància de les selves pluvials de les muntanyes Udzungwa i el poc que sabem encara d'aquests punts calents de diversitat. | » |
| — Francesco Rovero | |   |

La musaranya elefant caragrisa fou la primera musaranya elefant vivent descoberta des del 1906, quan es descrigué Elephantulus myurus. Des d'aleshores, només se n'havia descrit una subespècie vivent (Rhynchocyon cirnei shirensis) i una espècie fòssil (Nementchatherium senarhense).
Tanmateix, la musaranya elefant caragrisa no és, ni de bon tros, l'únic mamífer nou de les muntanyes de Tanzània que s'ha descrit durant el segle xxi, com ho demostren els descobriments de Rungwecebus kipunji, Hylomyscus arcimontensis i Congosorex phillipsorum. Aquestes espècies formen part d'un grup d'espècies endèmiques de les Eastern Arc Mountains de Tanzània que inclou, entre d'altres, les musaranyes Myosorex geata, Myosorex kihaulei, Crocidura tansaniana, Crocidura telfordi i Sylvisorex howelli. Aquest grup inclou altres animals que no són mamífers, com ara la granota Arthroleptis reichei, la serp Crotaphopeltis tornieri o l'ocell Xenoperdix udzungwensis. Les muntanyes Udzungwa, que formen part de les Eastern Arc Mountains, presenten un gran nombre d'espècies endèmiques, com els esmentats Rungwecebus kipunji i Xenoperdix udzungwensis. A les Eastern Arc Mountains hi ha hagut, des de fa probablement uns 30 milions d'anys, ecosistemes de jungla, que formen un ecosistema estable, aïllat i fragmentat, la qual cosa permet una gran diversitat d'espècies endèmiques.

## Descripció
| Espècie | Pes (g)          | Llargada de cap a gropa (mm) | Cua (mm)         | Potes posteriors (mm) | Orelles (mm)  |
| --- | ---------------- | ---------------------------- | ---------------- | --------------------- | ------------- |
| Musaranya elefant caragrisa | 658-750 711 (4)  | 297-318 310 (5)              | 239-262 254 (5)  | 79-88 82 (5)          | 31-37 35 (5)  |
| Musaranya elefant d'espatlla groga | 410-690 535 (40) | 218-304 278 (80)             | 213-270 241 (80) | 68-79 74,0 (80)       | 30-38 34 (80) |
| Musaranya elefant de Peters | (desconeguda)    | 252-290 275 (8)              | 218-252 234 (8)  | 65-74 71 (8)          | 25-31 29 (8)  |
| Musaranya elefant gegant | 320-420 352 (10) | 229-303 272,7 (86)           | 196-265 244 (85) | 63-91 86 (86)         | 28-34 31 (86) |
| Segons Rovero et al., 2008, taula 1. Per a cada mida, les dades són: mínim-màxim mitjana (nombre d'exemplars) En el cas de la musaranya elefant gegant (R. cirnei), les dades de les diferents subespècies de la font estan combinades, de manera no es pot fer una mitjana per l'espècie sencera. Per això s'utilitzen les dades de la subespècie R. c. stuhlmanni, per la qual hi ha més informació disponible. És la subespècie més grossa de les quals hi ha dades disponibles. Quant al pes, es presenta el pes mitjà de la subespècie més petita, R. c. reichardi, car no hi ha dades disponibles de R. c. stuhlmanni. |                  |                              |                  |                       |               |

Igual que la resta d'espècies del seu gènere, la musaranya elefant caragrisa té el pelatge dur, relliscós i colorit. El nas negre i calb és extremament llarg en comparació amb el d'altres mamífers. La cara està en gran part coberta de pèls d'arrel negra i puntes d'un blanc brut, semblant al gris. El pavelló auricular està gairebé nu i té un color que va del marró fosc al negre. Entre les orelles comença una taca de color castany que s'estén de forma vagament linear fins a l'abdomen. Dins d'aquesta línia es poden discernir dues línies molt vagues d'un color més fosc. Les espatlles són vermelles i grogues; aquest color esdevé ataronjat als flancs. A les espatlles, els pèls tenen petites puntes negres. L'abdomen i les cuixes són ben negres. El pelatge del coll és d'un blanc brut, al pit és d'un groc clar, i al ventre és d'un color vermellós, però el ventre no té gaire pèl. El pelatge de les potes anteriors és una barreja de pèl groc clar, com el del pit, amb pèl vermellós com el de les espatlles. La cua és negra a la part superior i d'un marró fosc a la part inferior, amb una banda blanca a entre quatre i sis centímetres de la punta, i té pocs pèls.
Aquesta espècie es diferencia de les altres del seu gènere en la mida i en el color del pelatge; les altres espècies, per exemple, tenen més part de pelatge negre, i les potes, orelles i cua són més clares. Les diverses espècies de Rhynchocyon gairebé no presenten diferències en les característiques del crani; en canvi, en altres mamífers, les diferències cranials entre espècies d'un mateix gènere solen ser més marcades.

## Taxonomia
La musaranya elefant caragrisa pertany a l'ordre dels macroscelideus, que juntament amb els proboscidis, sirenis, tubulidentats, afrosorícids i damans, forma el superordre dels afroteris, un grup d'animals en gran part africans amb una relació basada principalment en la investigació genètica molecular. Així doncs, les musaranyes elefant no estan estretament relacionades amb les musaranyes o rosegadors malgrat la seva semblança exterior.
Els fòssils més antics de musaranyes elefant daten del Paleocè. Dins aquest ordre, la musaranya elefant caragrisa pertany al gènere Rhynchocyon, el menys plesiomorf dels grups vivents de macroscelideus, i del qual es coneixen fòssils ja en l'Oligocè. El gènere inclou tres altres espècies vivents; la musaranya elefant d'espatlla groga, la musaranya elefant gegant, i la musaranya elefant de Peters, totes de l'Àfrica oriental. No se sap quina d'elles és més propera a la musaranya elefant caragrisa.

## Hàbitat i distribució

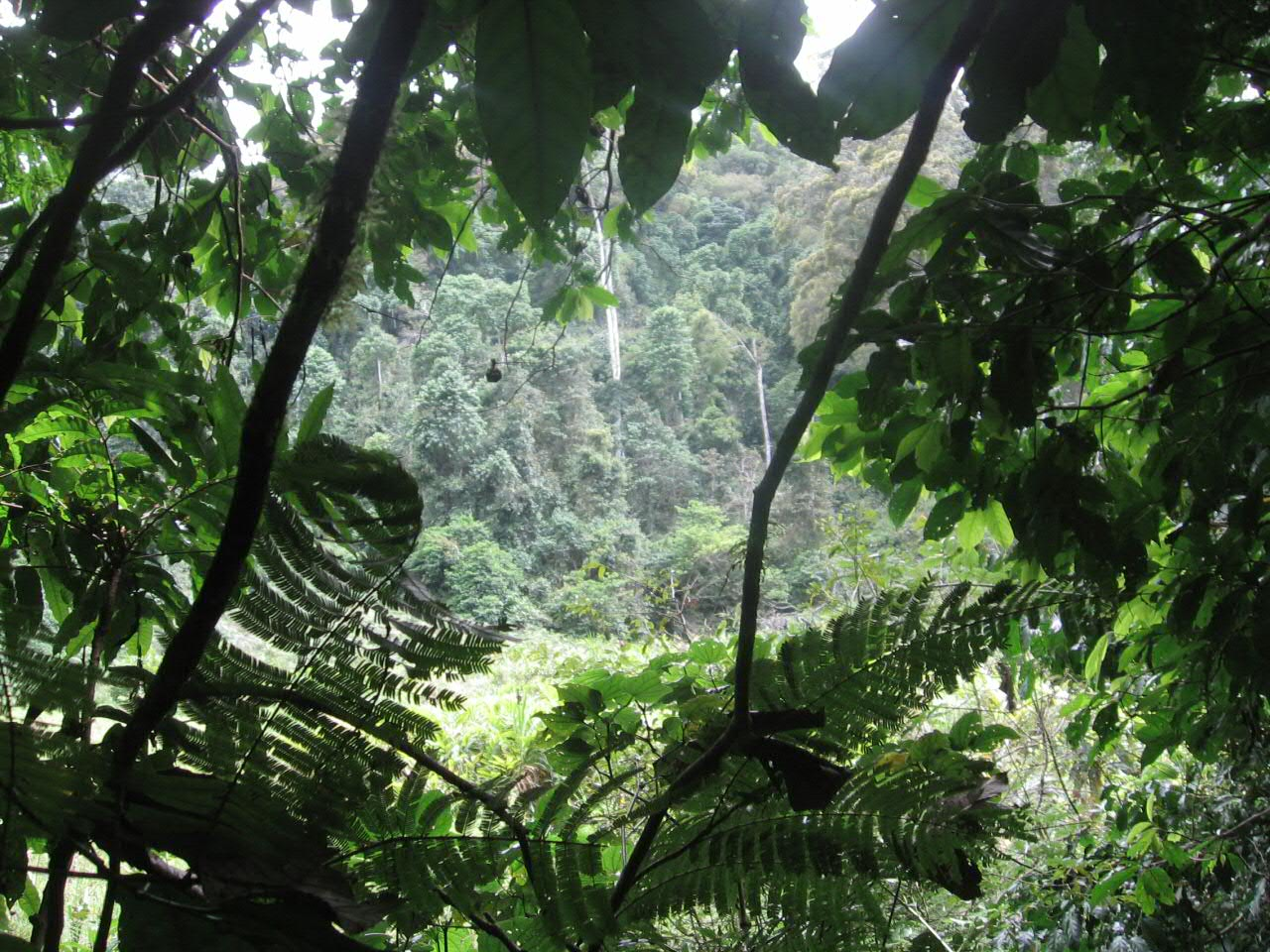
Les muntanyes Udzungwa, a Tanzània, són una de les regions amb major biodiversitat del món, amb més d'un quart de totes les espècies de vertebrats.

Es coneixen poblacions d'aquesta espècie al bosc de Ndundulu-Luhomero i al bosc de Mwanihana, més a l'est. Aquests dos boscos estan separats per uns vint quilòmetres de terreny d'herba i arbusts, que probablement no és apte per aquests animals. A Ndundulu-Luhomero, aquesta espècie viu a entre 1.350 i 2.700 metres d'altitud, dins d'una regió amb una superfície estimada de 200 km, mentre que a Mwanihana viu a entre 1.000 i 1.700 metres d'altitud en una regió d'uns 100 km². A Mwanihana també s'hi troba una altra espècie del gènere, Rhynchocyon cirnei reichardi, però en un indret diferent. Tots aquests llocs es troben a la West Kilombero Scarp Forest Reserve de les Muntanyes Udzungwa, a la regió d'Iringa, aproximadament a 36° 30′ E, 7° 48′ S. La musaranya elefant caragrisa viu a la jungla de muntanya. En altituds més baixes, la vegetació fa entre vint-i-cinc i cinquanta metres d'alçada, mentre que a les muntanyes només en fa entre quinze i vint-i-cinc. En alguns llocs, el terra del bosc queda descobert o cobert amb fulles, mentre que en altres està densament poblat d'herbes o arbres joves. Els boscos de les Eastern Arc Mountains, la regió on habiten aquestes musaranyes elefant, foren proposats com a Patrimoni de la Humanitat pel Ministeri de Turisme i Recursos Naturals de Tanzània al gener del 2006.

## Comportament
Tenint en compte les imatges fotogràfiques, aquesta musaranya elefant és un animal exclusivament diürn. L'espècie fou vista 0,08 vegades per hora durant una investigació sobre Rungwecebus kipunji a Ndundulu; la càmera fotografià un exemplar de musaranya elefant caragrisa una mitjana de 0,074 (Ndundulu) i de 0,111 (Mwaninaha) vegades per dia. Basant-se en aquestes dades, els descobridors de l'espècie n'estimen la població a entre 15.000 i 24.000 exemplars. Una de les femelles trobades estava embarassada; a cada banya de l'úter hi tenia una cria d'una longitud de 33 mm. La musaranya elefant caragrisa construeix caus fàcilment distingibles, igual que la resta d'espècies del seu gènere. Se'n trobaren cinc, tots formats per un oval excavat al sòl, envoltat per diverses capes de fulles, a través de les quals destacava una petita protuberància. Quatre dels cinc caus es trobaven al costat de les arrels d'un arbre. Entre les musaranyes elefant, les femelles donen a llum ventrades d'entre una i tres cries diverses vegades per any, després d'un període de gestació d'entre 45 i 60 dies. Les cries neixen relativament desenvolupades, però romanen al niu durant diversos dies abans de sortir a l'exterior.
No es coneix la dieta exacta de l'animal, però les altres espècies de Rhynchocyon s'alimenten de cucs de terra, aranyes i escarabats.

## Estat de conservació
Els boscos on viu la musaranya elefant caragrisa estan protegits per la seva gran biodiversitat. L'any 2008 no foren afectats per activitats humanes, per la qual cosa sembla que aquesta espècie no es troba en perill. Tanmateix, com que les poblacions humanes al voltant de les muntanyes estan augmentant i s'acosten a les zones protegides, en el futur és ben possible que aquesta espècie estigui amenaçada. La població estimada d'uns vint mil exemplars és comparable a la de la musaranya elefant d'espatlla groga, classificada com a amenaçada per la Unió Internacional per a la Conservació de la Natura (UICN).